# Кудаор
Кудаор — река в России, протекает в Тляратинском районе Республики Дагестан. Длина реки составляет 19 км. Площадь водосборного бассейна — 96,7 км².
Начинается около Нукатльского перевала. Течёт в юго-западном направлении через сёла Гиндиб, Кардиб, Хадиял, Сикар, Никар, Шумилух. В среднем течении по берегам реки произрастает сосново-берёзовый лес. Устье реки находится в 134 км по правому берегу реки Джурмут.

## Данные водного реестра
По данным государственного водного реестра России относится к Западно-Каспийскому бассейновому округу, водохозяйственный участок реки — Сулак от истока до Чиркейского гидроузла. Речной бассейн реки — Терек.
Код объекта в государственном водном реестре — 07030000112109300000810.